# 于长江
于长江，中国人民解放军少将，第八任驻澳门部队司令员（现任）。

## 生平
于长江曾担任三沙警备区大校司令员。2023年4月，任驻澳门部队司令员，并升少将。